# Список астрономічних обсерваторій

## Обсерваторії
| Назва | Заснована                                        | Розташування                                                                                  |
| --- | ------------------------------------------------ | --------------------------------------------------------------------------------------------- |
| Абастуманська астрофізична обсерваторія | 1932                                             | Абастумані, Грузія                                                                            |
| обсерваторія Абу Рейхан-є Біруні | 1976                                             | Ширазький університет, Шираз, Іран                                                            |
| Публічна обсерваторія Едірондак |                                                  | Таппер-Лейк, Нью-Йорк, США                                                                    |
| Обсерваторія Адольфсона | 2013                                             | Монмет (Іллінойс), США                                                                        |
| Публічна обсерваторія Ердрі | 1896                                             | Ердрі (Шотландія)                                                                             |
| Обсерваторія Екера | 1995                                             | Сеффорд (Аризона), США                                                                        |
| Обсерваторія Олдершот | 1906                                             | Олдершот, Гемпшир, Англія                                                                     |
| Алгонкінська радіообсерваторія | 1959                                             | Алгонкінський провінційний парк, Онтаріо, Канада                                              |
| Обсерваторія Аллегейні | 1859                                             | Піттсбург, США                                                                                |
| Обсерваторія Л'Амеля-да-Мар | 1992                                             | Л'Амеля-да-Мар, Каталонія, Іспанія                                                            |
| AMiBA | 2006                                             | Мауна-Лоа, Гаваї, США                                                                         |
| Станція Андерсон-Меса | 1959                                             | Флегстафф, США                                                                                |
| обсерваторія Анджелл Холл | 1927                                             | Анн-Арбор, США                                                                                |
| Обсерваторія університету Анкари | 1963                                             | Гельбаши, провінція Анкара, Туреччина                                                         |
| Антарктичний мюонно-нейтринний масив детекторів | 2002                                             | Антарктида                                                                                    |
| AST/RO | 1994–2005                                        | Антарктида                                                                                    |
| ANTARES | 2008                                             | У Середземному морі поблизу Тулона                                                            |
| Обсерваторія Апаче-Сітгрейвз [Архівовано 9 червня 2018 у Wayback Machine.] | 2005                                             | Овергаард, Аризона, США                                                                       |
| Обсерваторія Апачі-Пойнт | 1985                                             | Санспот, Нью-Мехіко, США                                                                      |
| Станція космічних променів Апатити |                                                  | Апатити, РФ                                                                                   |
| Обсерваторія Аполлон | 1969                                             | Дейтон (Огайо), США                                                                           |
| Обсерваторія Арчетрі |                                                  | Арчетрі, Флоренція, Італія                                                                    |
| Аресібська обсерваторія (припинила роботу) | 1963-2020                                        | Аресібо, Пуерто-Рико, США                                                                     |
| Аргентинський інститут радіоастрономії | 1966                                             | Берасатегі, провінція Буенос-Айрес, Аргентина                                                 |
| Армаська обсерваторія | 1790                                             | Арма, Велика Британія                                                                         |
| Дослідницький інститут спосстережних наук Ар'ябґатта | 1954                                             | Найнітал, Уттаракханд, Індія                                                                  |
| Ештонська обсерваторія | 1983                                             | Бакстер (Айова), США                                                                          |
| Обсерваторія Азіаго | 1942                                             | Азіаго, Італія                                                                                |
| Обсерваторія Асшетон | 1860                                             | Ланкашир, Велика Британія                                                                     |
| Астрон (припинила роботу) | 1983–1989                                        | Високоекцентрична навколоземна орбіта                                                         |
| Астрономічна обсерваторія Аврора | 2011                                             | Хехінген, Німеччина                                                                           |
| Лісабонська астрономічна обсерваторія | 1867                                             | Лісабон, Португалія                                                                           |
| Астрономічний центр | 1982                                             | Тодмерден, Англія                                                                             |
| Астрономічна вежа Сорбонни | 1885-1909 (лише для аматорів з 1980 р.)          | Париж, Франція                                                                                |
| Потсдамський астрофізичний інститут Лейбніца | 1992                                             | Потсдам, Німеччина                                                                            |
| Atacama Pathfinder Experiment | 2003                                             | Обсерваторія плато Чайнантор, Чилі                                                            |
| Компактна решітка Австралійського телескопа | 1988                                             | Наррабрі, Австралія                                                                           |
| Австралійська астрономічна обсерваторія | 1971                                             | Кунабарабран, Австралія                                                                       |
| Обсерваторія Бедлендс | 2000                                             | Квінн (Південна Дакота), США                                                                  |
| Байкальський підводний нейтринний телескоп | 1993                                             | Байкал, РФ                                                                                    |
| Бангладеська астрономічна обсерваторія [Архівовано 9 червня 2020 у Wayback Machine.] | 2015                                             | Дакка, Бангладеш                                                                              |
| Обсерваторія ім.Бейкерів | 1980                                             | Маршфілд (Міссурі), США                                                                       |
| Баксанська нейтринна обсерваторія | 1977                                             | Баксанська ущелина, РФ                                                                        |
| Обсерваторія університету штату Болл |                                                  | Мансі (Індіана), США                                                                          |
| Обсерваторія Барнарда (припинила роботу) | 1859                                             | Оксфорд (Міссісіпі), США                                                                      |
| Обсерваторія Баркета | 1990                                             | Модіїн, Ізраїль                                                                               |
| Обсерваторія Барнетта | 1960                                             | Честерфілд, Англія, Велика Британія                                                           |
| Обсерваторія Бейфордбері | 1969                                             | Гартфордшир, Англія, Велика Британія                                                          |
| Обсерваторія Белена | 1972                                             | Мід (Небраска), США                                                                           |
| Пекінська астрономічна обсерваторія | 1958                                             | Пекін, Китай                                                                                  |
| Пекінська стара обсерваторія | 1442                                             | Пекін, Китай                                                                                  |
| Белградська обсерваторія | 1887                                             | Белград, Сербія                                                                               |
| Обсерваторія Белоградчик | 1961                                             | Белоградчик, Болгарія                                                                         |
| Обсерваторія Бенмор Пік | 1996                                             | долина Маккензі, Південний острів, Нова Зеландія                                              |
| BeppoSAX (припинила роботу) | 1996–2003                                        | Низька навколоземна орбіта                                                                    |
| Обсерваторія Бергіш-Гладбах |                                                  | Бергіш-Гладбах, Німеччина                                                                     |
| Берлінська обсерваторія | 1711                                             | Німеччина                                                                                     |
| Безансонська обсерваторія | 1882                                             | Безансон, Франція                                                                             |
| BESS | 1993                                             | Антарктида                                                                                    |
| Обсерваторія Бідстон-Гілл | 1849                                             | Бідстон, Англія, Велика Британія                                                              |
| Сонячна обсерваторія озера Біг-Бер | 1969                                             | Біг-Бір-Сіті (Каліфорнія), США                                                                |
| Грінхілл (обсерваторія) | 2010                                             | Бісді Тіер, Спрінг-Хіілл Тасманія, Австралія                                                  |
| обсерваторія Блек Мошеннон (припинила роботу) | 1972                                             | Пенсільванія, США                                                                             |
| обсерваторія Блекетта | 1930s                                            | Вілтшир, Англія, Велика Британія                                                              |
| обсерваторія Блу Меса (припинила роботу) | 1967                                             | Нью-Мексико, США                                                                              |
| Обсерваторія Боамбі [Архівовано 13 грудня 2021 у Wayback Machine.] | 1987                                             | Боамбі, Новий Південний Уельс, Австралія                                                      |
| BOAO | 1996                                             | Йончхон, Південна Корея                                                                       |
| BOOTES | 1985                                             | Іспанія                                                                                       |
| обсерваторія Бордо | 1878                                             | Флуарак (Жиронда), Франція                                                                    |
| обсерваторія Босхи | 1923                                             | Лембанг, Західна Ява, Індонезія                                                               |
| обсерваторія Босвелла (припинила роботу) | 1883                                             | Крит (Небраска), США                                                                          |
| обсерваторія Боумена | 1940                                             | Гринвіч (Коннектикут), США                                                                    |
| обсерваторія Бойдена | 1889                                             | Блумфонтейн, ПАР                                                                              |
| обсерваторія Бредстріт | 1996                                             | Сент-Девідс, Пенсільванія, США                                                                |
| обсерваторія Бредлі | 1950                                             | Декейтер (Джорджія), США                                                                      |
| обсерваторія Бресайда (припинила роботу) | 1976                                             | Флегстафф, США                                                                                |
| обсерваторія Брера | 1764                                             | Мілан, Італія                                                                                 |
| Обсерваторія Університету штату Бриджвотер | 2012                                             | Бриджвотер (Массачусетс), США                                                                 |
| обсерваторія Брукса |                                                  | Толідо, Огайо, США                                                                            |
| Астрономічна обсерваторія Брукса | 1964                                             | Маунт-Плезант (Мічиган), США                                                                  |
| Обсерваторія Брорфельде |                                                  | Гольбек, Данія                                                                                |
| Бухарестська обсерваторія | 1910                                             | Бухарест, Румунія                                                                             |
| Обсерваторія університету Бакнелла |                                                  | Льюїсбург (Пенсільванія), США                                                                 |
| Обсерваторія пам'яті Бюррела | 1940                                             | Берія (Огайо), США                                                                            |
| Бюраканська астрофізична обсерваторія | 1946                                             | Араґац, Вірменія                                                                              |
| Обсерваторія Кагігал | 1888                                             | Каракас, Венесуела                                                                            |
| Обсерваторія Кальярі | 1899                                             | Кальярі, Сардинія                                                                             |
| Обсерваторія Кале (припинила роботу) | 1857                                             | Кале (Мен), США                                                                               |
| Обсерваторія Калар Альто | 1975                                             | Альмерія, Іспанія                                                                             |
| Калтекська субміліметрова обсерваторія (припинила роботу) | 1986                                             | Мауна-Кеа, Гаваї, США                                                                         |
| Кембриджська обсерваторія | 1823                                             | Кембрридж, Велика Британія                                                                    |
| обсерваторія ім. Каміля Фламмаріона | 1883                                             | Жувізі-сюр-Орж, Франція                                                                       |
| обсерваторія Кемпбеллтаун Ротарі | 2000                                             | Кемпбеллтаун, Новий Південний Уельс, Австралія                                                |
| CINEOS | 2001                                             | Кампо Імператоре, Італія                                                                      |
| обсерваторія Канопус Гілл |                                                  | Гобарт, Тасманія, Австралія                                                                   |
| обсерваторія Капілла Пік |                                                  | Альбукерке, США                                                                               |
| Обсерваторія Каподімонте | 1812                                             | Неаполь, Італія                                                                               |
| обсерваторія Картера | 1937                                             | Веллінгтон, Нова Зеландія                                                                     |
| астрофізична обсерваторія Катанія |                                                  | Катанія, Італія                                                                               |
| обсерваторія Коутрон-Аткінксона | 1883                                             | Нельсон (Нова Зеландія)                                                                       |
| обсерваторія Селестіал |                                                  | Расселлвілл (Арканзас), США                                                                   |
| обсерваторія Геррета | 2004                                             | Твін-Фоллс (Айдахо), США                                                                      |
| обсерваторія Серро-Армазонес | 1995                                             | Атакама, Чилі                                                                                 |
| обсерваторія Серро-Тололо | 1962                                             | Атакама, Чилі                                                                                 |
| обсерваторія Серро-Пачон | 2000                                             | Атакама, Чилі                                                                                 |
| Центр космосу та науки ім. Чабо | 1883                                             | Окленд (Каліфорнія), США                                                                      |
| обсерваторія ім.Чамберліна | 1890                                             | Денвер, США                                                                                   |
| астрономічна обсерваторія Чанчунь |                                                  | Чанчунь, провінція Цзілінь, Китай                                                             |
| рентгенівська обсерваторія Чандра | 1999                                             | Високоексцентрична навколоземна орбіта                                                        |
| поліфункціональна обсерваторія К'янті | 2013                                             | Сан-Донато-ін-Поджжо, Флоренція, Італія                                                       |
| Обсерваторія спільноти Чико |                                                  | Чико (Каліфорнія), США                                                                        |
| обсерваторія Чилболтон | 1967                                             | Чилболтон, Гемпшир, Велика Британія                                                           |
| Спостережна станція Чіма-Екар | 1966                                             | Ас'яго, Італія                                                                                |
| обсерваторія Цинциннаті | 1843                                             | Цинциннаті, США                                                                               |
| міська обсерваторія Единбургу | 1818                                             | Единбург, Шотландія                                                                           |
| обсерваторія Кларка | 1897 / 1923                                      | Данкерк (Нью-Йорк) / Еллаєнс (Огайо), США                                                     |
| обсерваторія класу 1951 року | 1997                                             | Пукіпсі, Нью-Йорк, США                                                                        |
| обсерваторія Клаудкрофт (припинила роботу) | 1962                                             | Нью-Мехіко, США                                                                               |
| обсерваторія Коатс | 1883                                             | Пейслі, Шотландія                                                                             |
| обсерваторія ім.Джадсона Койта |                                                  | Бостон, США                                                                                   |
| обсерваторія ім.Ейлін Коллінз | 2003                                             | Корнінг, Нью-Йорк, США                                                                        |
| обсерваторія Коллма |                                                  | Лейпциг, Німеччина                                                                            |
| обсерваторія університету Коломбо | 1920s                                            | Коломбо, Шрі-Ланка                                                                            |
| Гамма-обсерваторія Комптон (припинила роботу) | 1991–2000                                        | низька навколоземна орбіта                                                                    |
| Обсерваторія Улупинар | 2002                                             | Чанаккале, Туреччина                                                                          |
| обсерваторія коледжу Конкордія |                                                  | Мурхед (Міннесота), США                                                                       |
| Конселльська обсерваторія | 1987                                             | Майорка, Іспанія                                                                              |
| Обсерваторія Копенгагенського університету | 1861                                             | Копенгаген, Данія                                                                             |
| Обсерваторія Корделл-Лоренц |                                                  | Сьюані (Теннессі), США                                                                        |
| COROT | 2006                                             | Полярна орбіта                                                                                |
| Cosmic Background Imager (CBI) | 1999                                             | Обсерваторія плато Чайнантор, Чилі                                                            |
| обсерваторія Кот-д'Азур | 1988                                             | Франція                                                                                       |
| обсерваторія Клейна |                                                  | Топіка (Канзас), США                                                                          |
| Кроуфордська обсерваторія | 1880                                             | Корк, Ірландія                                                                                |
| обсерваторія університету Крейтон (припинила роботу) | 1886–1955                                        | Омаха, США                                                                                    |
| Кримська астрофізична обсерваторія | 1945                                             | Научний (Україна)                                                                             |
| Обсерваторія Чрний Врх | 1975                                             | Ідрія, Словенія                                                                               |
| обсерваторія Купільярі |                                                  | Ла-Плюм, Пенсільванія, США                                                                    |
| обсерваторія Кастера | 1927                                             | Саутолд, Нью-Йорк, США                                                                        |
| обсерваторія ім.Даніела Шанка (припинила роботу) | 1865                                             | Ратґерський університет, Нью-Брансвік (Нью-Джерсі), США                                       |
| обсерваторія ім.Даніела Шолла (припинила роботу) | 1886–1966                                        | Ланкастер (Пенсільванія), США                                                                 |
| обсерваторія темного неба | 1981                                             | Філліпс Геп, Вілкс (округ, Північна Кароліна), США                                            |
| досліджувач частинок темної матерії | 2015                                             | 500 км низька навколоземна орбіта                                                             |
| обсерваторія Дарлінга (припинила роботу) | 1917                                             | Дулут (Міннесота), США                                                                        |
| обсерваторія Діарборн | 1889                                             | Еванстон (Іллінойс), США                                                                      |
| Детройтська обсерваторія | 1854                                             | Анн-Арбор, США                                                                                |
| обсерваторія ім. Давіда Данлапа | 1935                                             | Ричмонд-Гілл, Онтаріо, Канада                                                                 |
| Купол С |                                                  | Антарктида                                                                                    |
| Домініонська обсерваторія | 1905                                             | Оттава, Онтаріо, Канада                                                                       |
| Домініонська астрофізична обсерваторія | 1947                                             | Сааніч, Британська Колумбія, Канада                                                           |
| Домініонська астрофізична радіообсерваторія | 1960                                             | Келіден, Британська Колумбія, Канада                                                          |
| Обсерваторія Дансінк | 1785                                             | Дублін, Ірландія                                                                              |
| Даремська університетська обсерваторія | 1839                                             | Дарем, Велика Британія                                                                        |
| обсерваторія ім. Даєра | 1953                                             | Брентвуд (Теннессі), США                                                                      |
| Еффельсберзький радіотелескоп | 1972                                             | Бонн, Німеччина                                                                               |
| обсерваторія університету Еге | 1965                                             | Кемальпаша, Ізмір, Туреччина                                                                  |
| HEAO-2 | 1978                                             | низька навколоземна орбіта                                                                    |
| обсерваторія Елігнфілд | 1969                                             | Міддлесекс Центр, Онтаріо, Канада                                                             |
| Обсерваторія Елліса | 2004                                             | гірничий музей Стерлінг-Гілл, Огденсбург (Нью-Джерсі), США                                    |
| обсерваторія університету Ембрі-Ріддл | 2005                                             | Дейтона-Біч, Флорида, США                                                                     |
| обсерваторія Ескдалемур (Eskdalemuir) | 1908                                             | Дамфріс-і-Галловей, Шотландія                                                                 |
| Європейська гравітаційна обсерваторіяEuropean Gravitational Observatory | 2003                                             | Кашина, Італія                                                                                |
| Європейська південна обсерваторія - Обсерваторія Ла-Сілья - New Technology Telescope - обсерваторія плато Чайнантор - Дуже великий телескоп - обсерваторія Паранал - Надзвичайно великий телескоп | 1962 - 1969 - 1989 - 2005 - 1998 - 1999 - 2026   | пустеля Атакама, Чилі                                                                         |
| обсерваторія Фабра | 1906                                             | Барселона, Іспанія                                                                            |
| обсерваторія Фен-Маунтен | 1966                                             | Албемарл, Вірджинія, США                                                                      |
| FAST | 2013                                             | Дуюнь, провінція Ґуйчжоу, Китай                                                               |
| обсерваторія ім. Фелікса Агиляра | 1965                                             | Сан-Хуан (Аргентина)                                                                          |
| обсерваторія Фернбанк |                                                  | Атланта, США                                                                                  |
| Fermi (космічний телескоп) | 2008                                             | низька навколоземна орбіта                                                                    |
| обсерваторія ім. Фіка | 1966                                             | Бун (Айова), США                                                                              |
| радіоастрономічна обсерваторія П'яти коледжів (припинила роботу) | 1976 — 2011                                      | Нью-Сейлем (Массачусетс), США                                                                 |
| обсерваторія Флерестар |                                                  | Сан-Джуанн, Мальта                                                                            |
| обсерваторія Фоггі-Боттом | 1951                                             | Гамільтон (Нью-Йорк), США                                                                     |
| обсерваторія Футґіл |                                                  | Лос-Алтос-Гілс (Каліфорнія), США                                                              |
| обсерваторія ім.Клінтона Форда | 1998                                             | Ітака (Нью-Йорк), США                                                                         |
| обсерваторія Фокс |                                                  | Санрайз (Флорида), США                                                                        |
| Публічна обсерваторія Фокс-Парку | 1999                                             | Поттервілл (Мічиган), США                                                                     |
| Обсерваторія університету Франсіс Маріон | 1982                                             | Флоренс (Південна Кароліна), США                                                              |
| обсерваторія ім. Фреда Лоренса Віппла | 1968                                             | Маунт Гопкінс, Аризона, США                                                                   |
| обсерваторія Фремонт Пік | 1986                                             | Сан-Хуан-Баутіста, Каліфорнія, США                                                            |
| обсерваторія Фрості Дрю | 1980s                                            | Чарлзтаун, США                                                                                |
| обсерваторія Фуертес | 1917                                             | Ітака (Нью-Йорк), США                                                                         |
| GALEX (досліджувач еволюції галактик) | 2003                                             | Каліфорнійський технологічний інститут, Лабораторія реактивного руху                          |
| Обсерваторія Ґаочен | 1276                                             | Денфен, Хенань, Китай                                                                         |
| радіобсерваторія Гаурібіданур | 1976                                             | Гаурібіданур, Карнатака, Індія                                                                |
| Обсерваторія Джеміні | 1999                                             | південний операційний центр: Ла-Серена (Чилі); північний операційний центр: Гіло, Гаваї, США  |
| Гігантський радіотелескоп метрових хвиль | 1995                                             | Пуне, Махараштра, Індія                                                                       |
| обсерваторія Гіффорд | 1912                                             | Веллінгтон, Нова Зеландія                                                                     |
| обсерваторія Джиравалі | 2006                                             | Пуне, Махараштра, Індія                                                                       |
| обсерваторія ім. Глен Райлі | 1973                                             | Нейпервілл, США                                                                               |
| обсерваторія Годлі | 1902                                             | Манчестер, Англія                                                                             |
| обсерваторія Гоудселл | 1887                                             | Нортфілд (Міннесота), США                                                                     |
| обсерваторія ім. Гете Лінка | 1939                                             | Бруклін (Індіана), США                                                                        |
| обсерваторія Голдендейл | 1973                                             | Голдендейл (Вашингтон), США                                                                   |
| Горнергратський інфрачервоний телескоп(припинив роботу) | 1967–2005                                        | Gornergrat, Швейцарія                                                                         |
| обсерваторія Гранат (припинила роботу) | 1989–1999                                        | Високоексцентрична навколоземна орбіта                                                        |
| Великий телескоп Канарських островів (Обсерваторія Роке-де-лос-Мучачос) | 2006                                             | Канарські острови, Іспанія                                                                    |
| обсерваторія ім. Гранта Гейла | 1984                                             | Гриннелл (Айова), США                                                                         |
| Грін-Банкський телескоп, |                                                  | Грін-Банк (Західна Вірджинія), США                                                            |
| обсерваторія Грін-Пойнт, | 1961                                             | Сазерленд, Новий Південний Уельс, Австралія                                                   |
| обсерваторія Гренфелл | 2012                                             | Корнер Брук, Ньюфаундленд і Лабрадор, Канада                                                  |
| Обсерваторія Гриффіта | 1935                                             | Лос-Анджелес, США                                                                             |
| обсерваторія ім.Гільєрмо Аро | 1972                                             | Кананеа, Сонора, Мексика                                                                      |
| HALCA (припинила роботу) | 1997–2005                                        | еліптична орбіта навколо Землі                                                                |
| Обсерваторія Халеакала |                                                  | Мауї, Гаваї, США                                                                              |
| обсерваторія Галлея | 1987                                             | Хеш, Нідерланди                                                                               |
| Гамбурзька обсерваторія | 1803                                             | Гамбург, Німеччина                                                                            |
| радіообсерваторія Хет-Крік | 1950-ті                                          | Шаста (округ, Каліфорнія), США                                                                |
| обсерваторія Хард Лейбор Крік |                                                  | Атланта, США                                                                                  |
| HXMT | 2017                                             | 550 км низька навколоземна орбіта                                                             |
| Обсерваторія Хартунг-Бутройд | 1974                                             | Ітака (Нью-Йорк), США                                                                         |
| Радіоастрономічна обсерваторія Хартбістхук | 1961                                             | Гаутенг, Південна Африка                                                                      |
| обсерваторія Хартвелл Хаус | 1831                                             | Хартвелл, Бакінгемшир, Велика Британія                                                        |
| Гарвардська обсерваторія | 1839                                             | Кембридж (Массачусетс), США                                                                   |
| Гарвард-Смітсонівський астрофізичний центр | 1973                                             | Кембридж (Массачусетс), США                                                                   |
| Обсерваторія Верхнього Провансу | 1937                                             | Альпи Верхнього Провансу, Франція                                                             |
| обсерваторія Хейстак | 1964                                             | Вестфорд (Массачусетс), США                                                                   |
| обсерваторія Гектора Дж. Робінсона | 1964                                             | Лінкольн-Парк (Мічиган), США                                                                  |
| Гелієво-свинцева обсерваторія | 2012                                             | Садбері, Канада                                                                               |
| обсерваторія Хелмос | 2007                                             | гора Хелмос (Ароанія), Греція                                                                 |
| Гелсінська університетська обсерваторія | 1834                                             | Гелсінкі/Кірконум, Фінляндія                                                                  |
| обсерваторія Герретта | 2004                                             | Твін-Фоллс (Айдахо), США                                                                      |
| Гершель (космічний телескоп) | 2009                                             | Точка Лагранжа L2 орбіти Землі довкола Сонця                                                  |
| обсерваторія Хідден-Веллі | 1960-ті                                          | Рапід-Сіті (Південна Дакота), США                                                             |
| обсерваторія Хіда Кіотського університету | 1968                                             | Такаяма, Гіфу, Японія                                                                         |
| Хейденська обсерваторія Джорджтаунського університету | 1844                                             | Вашингтон, США                                                                                |
| H.E.S.S. | 2002                                             | Кхомас, Намібія                                                                               |
| обсерваторія Хайленд Роад Парк | 1997                                             | Батон Руж, Луїзіана, США                                                                      |
| Hinode | 2006                                             | низька навколоземна орбіта                                                                    |
| обсерваторія Хірша | 1942                                             | Трой (Нью-Йорк), США                                                                          |
| обсерваторія Хоббса | 1974                                             | Фолл-Крік (Вісконсин), США                                                                    |
| обсерваторія Хоер Ліст | 1954                                             | Даун, Німеччина                                                                               |
| Холкомбська обсерваторія та планетарій | 1954                                             | Індіанаполіс, США                                                                             |
| Обсерваторія Гонконгу | 1883                                             | Коулун, Гонгконг                                                                              |
| обсерваторія Губера | 1993                                             | Ротергем, Велика Британія                                                                     |
| обсерваторія Гобкінса | 1838                                             | Вільямстаун (Массачусетс), США                                                                |
| обсерваторія Говела |                                                  | Старквілл (Міссісіпі), США                                                                    |
| обсерваторія Градець-Кралове | 1961                                             | Градець-Кралове, Чехія                                                                        |
| Станція спостережень за Сонцем Вайру (Huairou) |                                                  | Пекін, Китай                                                                                  |
| Габбл (телескоп) | 1990                                             | низька навколоземна орбіта                                                                    |
| обсерваторія Хаггінса припинила роботу | 1856                                             | Лондон, Велика Британія                                                                       |
| меморіальна обсерваторія Хуме Кроніна | 1940                                             | Лондон (Онтаріо), Канада                                                                      |
| меморіальна обсерваторія Гайда | 1977                                             | Лінкольн (Небраска), США                                                                      |
| Нейтринна обсерваторія IceCube | 2010                                             | полярна станція Амундсен-Скотт                                                                |
| Індійська астрономічна обсерваторія | 2001                                             | Ханле, Ладакх, Індія                                                                          |
| Канарський астрофізичний інститут | 1975                                             | Канарські острови, Іспанія                                                                    |
| INTEGRAL | 2002                                             | Високоексцентрична навколоземна орбіта                                                        |
| IRAS (припинила роботу) | січень-листопад 1983                             | навколоземна орбіта                                                                           |
| Інфрачервона космічна обсерваторія (припинила роботу) | 1995–1998                                        | навколоземна орбіта                                                                           |
| Інсбрукська обсерваторія |                                                  | Інсбрук, Австрія                                                                              |
| 30-метровий телескоп Інституту міліметрової астрономії (IRAM) | 1984                                             | Велета, Іспанія                                                                               |
| інтерферометр плато де Бур IRAM | 1988                                             | Гап, Франція                                                                                  |
| Іранська національна обсерваторія | 2017                                             | гора Гаргаш, біля міста Кашан (Іран)                                                          |
| Група телескопів Ісаака Ньютона | 1979                                             | Ла-Пальма, Іспанія                                                                            |
| обсерваторія Айзека Робертса (припинила роботу) | 1890                                             | Кроуборо, Велика Британія                                                                     |
| обсерваторіяІсогейккіля (припинила роботу) | 1935 (використовується лише аматорами з 1972 р.) | Турку, Фінляндія                                                                              |
| Константинопольська обсерваторія Такі ад-Діна | 1577                                             | Стамбул, Туреччина                                                                            |
| Обсерваторія Стамбульського університету | 1936                                             | Стамбул, Туреччина                                                                            |
| Локарнський інститут досліджень Сонця (IRSOL) | 1960                                             | Локарно, Швейцарія                                                                            |
| Обсерваторія ім. Джека Девіса | 2002                                             | Карсон-Сіті, США                                                                              |
| Астрономічна обсерваторія Ягеллонського університету | 1792                                             | Краків, Польща                                                                                |
| Телескоп імені Джеймса Клерка Максвелла | 1987                                             | Мауна-Кея, Гаваї, США                                                                         |
| Телескоп Джеймса Грегорі | 1962                                             | Сент-Ендрюс, Велика Британія                                                                  |
| Телескоп ім. Джеймса Вебба | 2022                                             | Точка Лагранжа Шаблон:L2 орбіти Землі навколо Сонця                                           |
| Обсерваторія Джеймса Валлі Шеперда | 2009                                             | Монтівелло, Алабама, США                                                                      |
| Джакартський планетарій та обсерваторія | 1968                                             | Джакарта, Індонезія                                                                           |
| Джантар-Мантар | 1727                                             | Джайпур, Раджастан, Індія                                                                     |
| Єнська обсерваторія | 1962                                             | Єна, Німеччина                                                                                |
| обсерваторія Джюветта | 1953                                             | Пуллман (Вашингтон), США                                                                      |
| Обсерваторія Джодрелл-Бенк | 1945                                             | Чешир, Англія                                                                                 |
| Астрономічний клуб Джохору | 2014                                             | Джохор, Малайзія                                                                              |
| обсерваторія Кларенса Джонса | 1936                                             | Чаттануга (Теннессі), США                                                                     |
| обсерваторія Джадсона Койта |                                                  | Бостон, США                                                                                   |
| KAIRA | 2011                                             | Кілпісярві, Фінляндія                                                                         |
| обсерваторія ходжі Насреддіна | ~1980                                            | Тебризький університет, Тебриз, Іран                                                          |
| Обсерваторія Каміока | 1983                                             | Хіда (Ґіфу), Японія                                                                           |
| Сонячна обсерваторія Канцелхое | 1943                                             | Філлах, Австрія                                                                               |
| Обсерваторія Карла Шварцшильда | 1960                                             | Єна, Німеччина                                                                                |
| Обсерваторія Кека | 1993                                             | Мауна-Кея, Гаваї, США                                                                         |
| обсерваторія Кібла | 1963                                             | Ешленд (Вірджинія), США                                                                       |
| Кільська обсерваторія [Архівовано 20 березня 2017 у Wayback Machine.] | 1962                                             | Кільський університет, Англія                                                                 |
| обсерваторія Кеннона | 1939                                             | Оксфорд (Міссісіпі), США                                                                      |
| Кеплер (орбітальний телескоп) | 2009                                             | геліоцентрична орбіта позаду Землі                                                            |
| обсерваторія Кевола | 1963                                             | Кевола, Фінляндія                                                                             |
| обсерваторія Кілдер | 2008                                             | ліс Кілдер], Нортумберленд, Велика Британія                                                   |
| Королівська обсерваторія (припинила роботу) | 1769                                             | Ричмонд (Лондон), Велика Британія                                                             |
| обсерваторія Кірквуда | 1901                                             | Блумінгтон (Індіана), США                                                                     |
| Обсерваторія Кітамі |                                                  | Хоккайдо, Японія                                                                              |
| Обсерваторія Кітт-Пік | 1958                                             | Тусон (Аризона), США                                                                          |
| Обсерваторія Клеть | 1957                                             | Чеські Будейовиці, Чехія                                                                      |
| Кодайканалська сонячна обсерваторія | 1899                                             | Палані, Тамілнад, Індія                                                                       |
| Обсерваторія Конкоя | 1871                                             | Будапешт, Угорщина                                                                            |
| Обсерваторія та науковий центр ім. Коперніка | 1974                                             | Вестал (Нью-Йорк), США                                                                        |
| KOSMA | 1985–2010                                        | Горнерграт, Швейцарія                                                                         |
| Астрономічна обсерваторія Коттаміа | 1964                                             | Єгипет                                                                                        |
| обсерваторія Куффнера | 1884                                             | Відень, Австрія                                                                               |
| повітряна обсерваторія ім. Койпера (припинила роботу) | 1974                                             | 14 км у стратосфері                                                                           |
| Квасан Кіотського університету | 1929                                             | Кіото, Японія                                                                                 |
| обсерваторія Квістаберг |                                                  | Швеція                                                                                        |
| обсерваторія Кенхе | 1992                                             | Сеул, Південна Корея                                                                          |
| Астрофізична обсерваторія Гренобля | 2001                                             | Гренобль, Франція                                                                             |
| обсерваторія Ла-Каньяда | 2002                                             | Авіла, Іспанія                                                                                |
| обсерваторія Ладда | 1891                                             | Провіденс, США                                                                                |
| Публічна обсерваторія Лейк-Афтон | 1979                                             | Вічита, США                                                                                   |
| обсерваторія Ламонта-Хассі (припинила роботу) | 1928                                             | Блумфонтейн, ПАР                                                                              |
| Обсерваторія Гайдельберг-Кенігштуль | 1898                                             | Кенігштуль, Гайдельберг, Німеччина                                                            |
| Астрономічна обсерваторія Ла-Плата | 1883                                             | Ла-Плата, Аргентина                                                                           |
| Обсерваторія Ла-Сілья | 1969                                             | Пустеля Атакама, Чилі                                                                         |
| LHAASO | 2019                                             | Дабба, Сичуань, Китай                                                                         |
| LAMOST | 2009                                             | Сінлон (спостережна станція), Хебей, Китай                                                    |
| Великий Міліметровий Телескоп |                                                  | Сіерра Негра, Пуебла, Мексика                                                                 |
| обсерваторія Лас-Брісас | 1979                                             | Колорадо, США                                                                                 |
| Обсерваторія Лас-Кампанас |                                                  | Ла-Серена (Чилі)                                                                              |
| Глобальний телескоп обсерваторії Лас-Кумбрес | 2005                                             | глобальна мережа                                                                              |
| обсерваторія Лоуса Університету Міссурі | 1880                                             | Колумбія (Міссурі), США                                                                       |
| обсерваторія Леандера Маккорміка | 1885                                             | Маунт Джефферсон, Шарлотсвілл, США                                                            |
| обсерваторія Лі | 1873                                             | Американський університет у Бейруті, Бейрут, Ливан                                            |
| Лейденська обсерваторія | 1633                                             | Лейденський університет, Лейден, Нідерланди                                                   |
| Лейпцигська обсерваторія |                                                  | Лейпциг, Німеччина                                                                            |
| Астрономічний комплекс Ель-Леонсіто | 1986                                             | Калінгаста, Сан-Хуан (Аргентина)                                                              |
| обсерваторія Левенхаген |                                                  | Сіетл, США                                                                                    |
| Лікська обсерваторія | 1881                                             | Маунт Гамільтон, Сан-Хосе (Каліфорнія), США                                                   |
| LightBuckets (комерційна обсерваторія) | 2007                                             | Родео (Нью-Мексико), США                                                                      |
| LIGO | 1999                                             | Хенфордський комплекс & Лівінгстон (Луїзіана), США                                            |
| Астрономічний дослідницький центр Ліндхаймер (припинив роботу) | 1966-1995                                        | Еванстон (Іллінойс), США                                                                      |
| Обсерваторія плато Чайнантор | 2005                                             | Пустеля Атакама, Чилі                                                                         |
| Національна астрономічна обсерваторія Льяно-дель-Ато | 1975                                             | Мерида (Венесуела)                                                                            |
| Lockyer Technology Centre | 2010                                             | Sidmouth, Девон, Англія                                                                       |
| Long Wavelength Array | 2010                                             | Socorro, New Mexico, США                                                                      |
| Longa Vista Observatory | 2010                                             | Itatiba, SP, Бразилія                                                                         |
| Lowell Observatory - Anderson Mesa Station | 1894 - 1959                                      | Flagstaff, Arizona, США                                                                       |
| Lulin Observatory | 1999                                             | Mount Lulin, Тайвань                                                                          |
| Lund Observatory | 1749                                             | Lund, Швеція                                                                                  |
| Luoxue Mountain Cosmic Rays Research Center | 1953                                             | Luoxue Mountain, провінція Юннань, Китай                                                      |
| Lyon Observatory | 1878                                             | Saint-Genis-Laval, Франція                                                                    |
| Macalester College Observatory |                                                  | Saint Paul, Minnesota, США                                                                    |
| Macfarlane Observatory (припинила роботу) | 1757                                             | Глазго, Шотландія, Велика Британія                                                            |
| Magdalena Ridge Observatory (будується) | 2006                                             | Socorro County, New Mexico, США                                                               |
| Majorca Observatory | 1991                                             | Майорка, Іспанія                                                                              |
| Malakoff Tower | 1845                                             | Recife, Бразилія                                                                              |
| Manastash Ridge Observatory | 1972                                             | Ellensburg, Washington, США                                                                   |
| Manuel Foster Observatory (припинила роботу) | 1903                                             | Сантьяго, Чилі                                                                                |
| Maragheh observatory | 1259                                             | Maragheh, Іран                                                                                |
| Margaret M. Jacoby Observatory | 1978                                             | Warwick, Rhode Island, США                                                                    |
| Maria Mitchell Observatory | 1908                                             | Nantucket, Massachusetts, США                                                                 |
| Marina Towers Observatory (не використовується) | 1989                                             | Maritime Quarter, Swansea, Уельс                                                              |
| Markree Observatory (припинила роботу) | 1837                                             | County Sligo, Ірландія                                                                        |
| Marseille Observatory |                                                  | Марсель, Франція                                                                              |
| Martz Observatory |                                                  | Chautauqua County, New York, США                                                              |
| Мауна-Кеа (обсерваторія) | 1967                                             | Мауна-Кеа, Гаваї, США                                                                         |
| Mauna Loa Solar Observatory |                                                  | Hawaii, США                                                                                   |
| Maynard F. Jordan Observatory | 1901                                             | Orono, Maine, США                                                                             |
| McDonald Observatory |                                                  | Davis Mountains, Техас, США                                                                   |
| McKim Observatory | 1884                                             | Greencastle, Індіана, США                                                                     |
| McMath–Hulbert Solar Observatory | 1930                                             | Lake Angelus, Michigan, США                                                                   |
| MDM Observatory |                                                  | Kitt Peak, Аризона, США                                                                       |
| Mead Observatory | 2001                                             | Columbus, Georgia, США                                                                        |
| Medicina Radio Observatory | 1965                                             | Medicina, Bologna, Італія                                                                     |
| Mees Observatory |                                                  | Rochester, New York, США                                                                      |
| Mehalso Observatory |                                                  | Erie, Pennsylvania, США                                                                       |
| Melbourne Observatory | 1862                                             | Melbourne, Victoria, Australia                                                                |
| Melton Memorial Observatory | 1928                                             | Columbia, South Carolina, США                                                                 |
| Mendenhall Observatory | 2002                                             | Stillwater, Oklahoma, США                                                                     |
| Menke Observatory | 1994                                             | Davenport, Iowa, США                                                                          |
| Metsähovi Observatory | 1966                                             | Kirkkonummi, Фінляндія                                                                        |
| Meudon Observatory | 1876                                             | Meudon, Франція                                                                               |
| Meyer–Womble Observatory | 1996                                             | Mount Evans, Colorado, США                                                                    |
| Michigan State University Observatory | 1969                                             | East Lansing, Michigan, США                                                                   |
| Observatoire Midi-Pyrénées - Pic du Midi Observatory - Toulouse Observatory | - 1878 - 1733                                    | Штаб-квартира: Тулуза, Франція - Піренеї, Франція - Тулуза, Франція                           |
| Miller Observatory | 1976                                             | Maiden, Північна Кароліна, США                                                                |
| Mills Observatory | 1935                                             | Balgay Hills, Dundee, Шотландія                                                               |
| MMT Observatory | 1979                                             | Mount Hopkins, Arizona, США                                                                   |
| Modra Observatory | 1988                                             | Modra, Словаччина                                                                             |
| Mohr Observatory (знесена) | 1765-1780                                        | Джакарта, Індонезія                                                                           |
| Moletai Astronomical Observatory | 1969                                             | Moletai, Литва                                                                                |
| Molonglo Observatory Synthesis Telescope (MOST) | 1960                                             | Bungendore, Новий Південний Уельс, Австралія                                                  |
| Mont Mégantic Observatory | 1978                                             | Mont Mégantic, Квебек, Канада                                                                 |
| Monterey Institute for Research in Astronomy (Oliver Observing Station) | 1972                                             | Chews Ridge, California & Monterey, California, США                                           |
| Montevideo National Observatory |                                                  | Montevideo, Уругвай, 34°54.6′ пд. ш. 56°12.8′ зх. д. / 34.9100° пд. ш. 56.2133° зх. д.        |
| Moore Observatory | 1978                                             | Oldham County, Kentucky, США                                                                  |
| Morgan–Monroe Observatory | 1966                                             | Morgan–Monroe State Forest, Індіана, США                                                      |
| Morris Observatory | 1973                                             | North Manchester, Індіана, США                                                                |
| Morrison Observatory |                                                  | Fayette, Missouri, США                                                                        |
| Moscow Cosmic-Ray Station |                                                  | Troitsk, РФ                                                                                   |
| Mount Stony Brook Observatory | 1968                                             | Stony Brook, New York, США                                                                    |
| Mounds Observatory |                                                  | Tulsa, Oklahoma, США                                                                          |
| Mount Abu InfraRed Observatory | 1995                                             | Mount Abu, Раджастан, Індія                                                                   |
| Mount Burnett Observatory | 1972                                             | Mount Burnett, Victoria, Австралія                                                            |
| Mount Cuba Astronomical Observatory |                                                  | Greenville, Delaware, США                                                                     |
| Mount Graham International Observatory | 1993                                             | Mount Graham, Аризона, США                                                                    |
| Mount John University Observatory | 1965                                             | Lake Tekapo, Південний острів, Нова Зеландія                                                  |
| Mount Laguna Observatory | 1968                                             | San Diego, California, США                                                                    |
| Mount Lemmon Observatory |                                                  | Tucson, Arizona, США                                                                          |
| Mount Pleasant Radio Observatory |                                                  | Тасманія                                                                                      |
| Mount Stromlo Observatory | 1911                                             | Канберра, Австралія                                                                           |
| Mount Suhora Observatory | 1987                                             | Poland                                                                                        |
| Mount Wilson Observatory | 1904                                             | Mount Wilson, Los Angeles County, California, США                                             |
| Mountain Skies Observatory | 1997                                             | Lyman, Wyoming, США                                                                           |
| Mullard Radio Astronomy Observatory | 1957                                             | Cambridge, Англія                                                                             |
| Murchison Radio-astronomy Observatory | 2012                                             | Murchison, WA, Австралія                                                                      |
| Nachi-Katsuura Observatory |                                                  | Nachikatsuura, Wakayama, Японія                                                               |
| Nançay Radio Telescope | 1965                                             | Nançay, Франція                                                                               |
| Nanjing Astronomical Instruments Research Centre | 1958                                             | Nanjing, Jiangsu Province, Китай                                                              |
| National Astronomical Observatory (Colombia) | 1803                                             | Богота, Колумбія                                                                              |
| National Astronomical Observatory of Japan | 1988                                             | Штаб-квартира: Mitaka, Tokyo, Японія                                                          |
| National Astronomical Observatory (Mexico) | 1967                                             | Sierra San Pedro Mártir, Baja California, Мексика                                             |
| National Observatory (Brazil) | 1827                                             | Rio de Janeiro, Бразилія                                                                      |
| National Observatory of Athens | 1842                                             | Афіни, Греція                                                                                 |
| National Optical Astronomy Observatory - Cerro Tololo Inter-American Observatory - Gemini Observatory - Обсерваторія Кітт-Пік - National Solar Observatory                                        | 1982                                             | Штаб-квартира: Tucson, Arizona, США                                                           |
| National Optical Observatory |                                                  | Туреччина                                                                                     |
| National Radio Astronomy Observatory - Atacama Large Millimeter Array - Green Bank Telescope - Very Large Array - Very Long Baseline Array                                                        | 1957                                             | Штаб-квартира: Charlottesville, Virginia, США                                                 |
| National Research Institute of Astronomy and Geophysics (NRIAG) | 1903                                             | Helwan, Єгипет                                                                                |
| National Solar Observatory | 1952                                             | Sunspot, New Mexico, США & Kitt Peak, Аризона, США                                            |
| Naval Research Lab. Radio Sta. |                                                  | Sugar Grove, West Virginia, 38°31.2′ пн. ш. 79°16.4′ зх. д. / 38.5200° пн. ш. 79.2733° зх. д. |
| Naylor Observatory | 1971                                             | Harrisburg, Pennsylvania, США                                                                 |
| Neuchâtel Observatory | 1858                                             | Нойшатель, Швейцарія                                                                          |
| Nice Observatory | 1879                                             | Ніцца, Франція                                                                                |
| Nizamia Observatory | 1907                                             | Hyderabad, Індія                                                                              |
| Nordic Optical Telescope | 1988                                             | Канарські острови, Іспанія                                                                    |
| Norilsk Cosmic-Ray Station |                                                  | Норильськ, РФ                                                                                 |
| Norman Lockyer Observatory | 1912                                             | Sidmouth,Велика Британія                                                                      |
| Northern Arizona University Observatory |                                                  | Flagstaff, Arizona, США                                                                       |
| Northern Skies Observatory | 2009                                             | Peacham, Vermont, США                                                                         |
| Northolt Branch Observatory | 2015                                             | Лондон, Велика Британія                                                                       |
| Northolt Branch Observatory 2, Shepherd's Bush | 2016                                             | Лондон, Велика Британія                                                                       |
| Northolt Branch Observatory 3, Blandford Forum | 2017                                             | Лондон, Велика Британія                                                                       |
| North Georgia Astronomical Observatory |                                                  | Dahlonega, Georgia, США                                                                       |
| North Otago Astronomical Society Observatory |                                                  | Oamaru, Південний острів, Нова Зеландія                                                       |
| Nyrölä Observatory | 1997                                             | Jyväskylän maalaiskunta, Фінляндія                                                            |
| OAC (Observatorio Astronómico de Córdoba) | 1871                                             | Córdoba, Argentina                                                                            |
| Обсерваторія в Арас де лос Олмос (OAO) | 2008                                             | Aras de los Olmos, Валенсія, Іспанія                                                          |
| O'Brien Observatory | 1961                                             | Marine on St. Croix, Minnesota, США                                                           |
| Обсерваторія на Пік дю Шато-Ренар [Архівовано 25 квітня 2018 у Wayback Machine.] | 1974                                             | Saint-Véran, Франція                                                                          |
| Національна Астрономічна Обсерваторія (Колумбія) | 1803                                             | Богота, Колумбія                                                                              |
| Observatorio Astronomico Nacional Tonantzintla | 1961                                             | Tonantzintla, Мексика                                                                         |
| Observatorio Solar Carl Sagan | 2000                                             | Hermosillo, Sonora, Мексика                                                                   |
| Observatory House (припинила роботу) | 1789                                             | Slough, Велика Британія                                                                       |
| Observatory of the rue Serpente (припинила роботу) | 1890-1968                                        | Париж, Франція                                                                                |
| Oil Region Astronomical Observatory |                                                  | Venango County, Pennsylvania, США                                                             |
| Onan Observatory | 1990                                             | Norwood Young America, Minnesota, США                                                         |
| Ondokuz Mayıs University Observatory | 2006                                             | Samsun, Туреччина                                                                             |
| Ondřejov Observatory | 1898                                             | Ondřejov, Чехія                                                                               |
| Onsala Space Observatory | 1949                                             | Onsala, Швеція                                                                                |
| Ooty Radio Telescope | 1970                                             | Ooty, Тамілнад, Індія                                                                         |
| Orchard Hill Observatory | 1965                                             | Amherst, Massachusetts                                                                        |
| Orioloromano Observatory | 2007                                             | Oriolo Romano, Італія                                                                         |
| Orion 1 (припинила роботу) | 1971                                             | низька навколоземна орбіта                                                                    |
| Orion 2 (припинила роботу) | 1973                                             | низька навколоземна орбіта                                                                    |
| Orion Ranch Observatory | 2009                                             | Bertram, Texas, США                                                                           |
| Orwell Park School Observatory | 1848                                             | Nacton, Велика Британія                                                                       |
| Otter Creek Observatory | 1995                                             | Meade County, Kentucky, США                                                                   |
| Oulu Cosmic-Ray Station |                                                  | Оулу, Фінляндія                                                                               |
| Owens Valley Radio Observatory | 1958                                             | Bishop, California, США                                                                       |
| Pachmarhi Array of Cerenkov Telescopes (PACT) | 1986                                             | Pachmarhi, Madhya Pradesh, Індія                                                              |
| Palisades-Dows Observatory | 1987                                             | Cedar Rapids, Iowa, США                                                                       |
| PAGASA Astronomical Observatory | 1954                                             | Кесон-Сіті, Філіппіни                                                                         |
| Palermo Observatory | 1790                                             | Palermo, Sicily, Італія                                                                       |
| Palomar Observatory | 1948                                             | Palomar Mountain, California, США                                                             |
| Panzano Observatory | 1640                                             | Bologna, Італія                                                                               |
| Paranal Observatory | 1999                                             | Cerro Paranal, Atacama desert, Chile                                                          |
| Paris Observatory | 1667                                             | Париж, Франція                                                                                |
| Parkes Observatory | 1961                                             | Parkes, Австралія                                                                             |
| Paul Robinson Observatory | 1965                                             | High Bridge, New Jersey, США                                                                  |
| Peach Mountain Observatory | 1950                                             | Dexter, Michigan, США                                                                         |
| Perkins Observatory | 1931                                             | Delaware, Ohio, США                                                                           |
| Perth Observatory | 1896                                             | Perth, Australia                                                                              |
| Peterberg Observatory | 1977                                             | Saarland, Німеччина                                                                           |
| Pic du Midi Observatory | 1878                                             | Pic du Midi, Pyrenees, Франція                                                                |
| Pico dos Dias Observatory | 1981                                             | Minas Gerais, Brazil                                                                          |
| Piera Observatory | 1968                                             | Barcelona, Іспанія                                                                            |
| Pierre Auger Observatory | 2004                                             | Malargüe, Argentina                                                                           |
| Pine Bluff Observatory | 1958                                             | Cross Plains, Wisconsin, США                                                                  |
| Pine Mountain Observatory | 1965                                             | Bend, Oregon, США                                                                             |
| Pistoia Mountains Astronomical Observatory | 1990                                             | Pian dei Termini (near San Marcello Pistoiese), Італія                                        |
| Planetarium i Obserwatorium Astronomiczne w Grudziądzu | 1972                                             | Grudziądz, Kujawsko-Pomorskie, Poland                                                         |
| Pollock Astronomical Observatory | 2004                                             | Hunting Valley, Ohio, США                                                                     |
| Portage Lake Observatory (припинила роботу) | 1948                                             | Dexter, Michigan, США                                                                         |
| Poznań Observatory | 1919                                             | Poznań, Poland                                                                                |
| Puckett Observatory | 1997                                             | Ellijay, Georgia, США                                                                         |
| Pula Observatory | 1869                                             | Pula, Croatia                                                                                 |
| Pulkovo Observatory | 1839                                             | Pulkovskiye Heights, РФ                                                                       |
| Purple Mountain Observatory | 1929                                             | Nanjing, Jiangsu Province, Китай                                                              |
| Quito Astronomical Observatory | 1873                                             | La Alameda Park, Quito, Ecuador                                                               |
| Radcliffe Observatory | 1772                                             | Oxford, England. Moved to Durban, South Africa in 1939                                        |
| Rainwater Observatory |                                                  | French Camp, Mississippi, США                                                                 |
| Ralph A. Worley Observatory | 1964                                             | Shreveport, Louisiana, США                                                                    |
| Rankin Science Observatory [Архівовано 18 жовтня 2015 у Wayback Machine.] | 1963                                             | Appalachian State University, Boone, North Carolina, США                                      |
| Rattlesnake Mountain Observatory (припинила роботу) | 1971                                             | Hanford Reach National Monument, Washington, США                                              |
| Real Instituto y Observatorio de la Armada (Іспанія) | 1793                                             | San Fernando, Cádiz, Іспанія                                                                  |
| Red Barn Observatory | 2006                                             | Ty Ty, Georgia, США                                                                           |
| Red Buttes Observatory | 1994                                             | Laramie, Wyoming, США                                                                         |
| Riley Observatory | 1974                                             | Naperville, Illinois, США                                                                     |
| RIT Observatory |                                                  | Rochester, New York, США                                                                      |
| Ritter Observatory |                                                  | Толедо, Огайо, США                                                                            |
| Robert A. Schommer Observatory |                                                  | Rutgers University, New Brunswick, New Jersey, США                                            |
| Robert Brownlee Observatory |                                                  | Lake Arrowhead, California, США                                                               |
| Robinson Observatory |                                                  | Orlando, Florida, США                                                                         |
| Robotic Lunar Observatory (припинила роботу) | 1995                                             | Flagstaff, Arizona, США                                                                       |
| Rogers Observatory | 1981                                             | Traverse City, Michigan, США                                                                  |
| Rolnick Observatory |                                                  | Westport, Connecticut, США                                                                    |
| Rome Observatory |                                                  | Італія                                                                                        |
| Roseland Observatory | 1998                                             | St Stephen-in-Brannel, Велика Британія                                                        |
| Rossall School Observatory |                                                  | Rossall, Велика Британія                                                                      |
| Rothney Astrophysical Observatory | 1984                                             | Priddis, Альберта, Канада                                                                     |
| Royal Observatory, Greenwich | 1675                                             | Гринвіч, Англія                                                                               |
| Royal Observatory, Edinburgh | 1896                                             | Едингбург, Шотландія                                                                          |
| Roque de los Muchachos Observatory | 1979 (офіційно відкрита 1985)                    | La Palma, Канарські острови, Іспанія                                                          |
| Rosemary Hill Observatory |                                                  | Bronson, Florida, США                                                                         |
| Rozhen Observatory | 1981                                             | Peak Rozhen, Болгарія.                                                                        |
| Rutherford Observatory | 1920s                                            | New York City, New York, США                                                                  |
| San Fernando Observatory (SFO) [Архівовано 11 лютого 2019 у Wayback Machine.] | 1976                                             | Sylmar, California, США                                                                       |
| Sankt Andreasberg Observatory | 2014                                             | Sankt Andreasberg, Німеччина                                                                  |
| Sayan Spectrographic Cosmic Ray Complex |                                                  | Іркутськ, РФ                                                                                  |
| SFA Observatory | 1976                                             | Nacogdoches, Texas, США                                                                       |
| Sagamore Hill Radio Observatory | 1963                                             | Hamilton, Massachusetts, США                                                                  |
| Shattuck Observatory | 1854                                             | Hanover, New Hampshire, США                                                                   |
| Sherwood Observatory | 1972                                             | Mansfield, Велика Британія                                                                    |
| Seven Hills Observatory | 1996                                             | Kearney, Nebraska, США                                                                        |
| Shamakhi Astrophysical Observatory | 1958                                             | Shamakhi, Азербайджан                                                                         |
| Shanghai Astronomical Observatory | 1962                                             | Шанхай, Китай                                                                                 |
| Sherzer Observatory | 1878                                             | Ypsilanti, Michigan, США                                                                      |
| Sheshan Astronomical Observatory | 1900                                             | Шанхай, Китай                                                                                 |
| Обсерваторія Сайдинг-Спрінг | 1924                                             | Siding Spring, Новий Південний Уельс, Австралія                                               |
| Sidmouth Observatory | 1912                                             | Sidmouth, Девон, Англія                                                                       |
| Sierra Nevada Observatory | 1981                                             | Sierra Nevada, Іспанія                                                                        |
| Silesian Planetarium and Astronomical Observatory | 1955                                             | Chorzów / Katowice, Silesia, Польща                                                           |
| Simeiz Observatory | 1906                                             | Simeiz, Crimea, Україна                                                                       |
| Skalnaté Pleso Observatory | 1953                                             | Vysoké Tatry, Slovakia                                                                        |
| Skinakas Observatory | 1984                                             | Крит, Греція                                                                                  |
| Skylab | 1973                                             | низька навколоземна орбіта re-entered in 1979                                                 |
| Smith Observatory | 1880s                                            | Beloit, Wisconsin, США                                                                        |
| Smithsonian Astrophysical Observatory | 1890                                             | Cambridge, Massachusetts, США                                                                 |
| Sobaeksan Optical Astronomy Observatory | 1978                                             | Sobaeksan, Південна Корея                                                                     |
| Sola Fide Observatory | 1990s                                            | Austin, Minnesota, США                                                                        |
| Solar and Heliospheric Observatory (SOHO) | 1996                                             | Earth–Sun L1 point                                                                            |
| Solar Space Telescope | 2009                                             | 709 km SSO; life: 3 years                                                                     |
| Sommers–Bausch Observatory | 1949                                             | Boulder, Colorado, США                                                                        |
| Sonnenborgh Observatory | 1853                                             | Utrecht, Netherlands                                                                          |
| Sonoma State Observatory | 1976                                             | Rohnert Park, California, США                                                                 |
| South African Astronomical Observatory - Cape Town - Sutherland | - 1820 - 1972                                    | Observatory, Cape Town, South Africa - Sutherland, Northern Cape, South Africa                |
| Southern Astrophysical Research Telescope (SOAR) | 2004                                             | Cerro Pachón, Chile                                                                           |
| South Pole Telescope | 2007                                             | Антарктида                                                                                    |
| Spanish National Observatory | 1790                                             | (Іспанія)                                                                                     |
| Special Astrophysical Observatory of the РФn Academy of Sciences | 1966                                             | Zelenchukskaya, near Arkhyz, Caucasus Mountains, РФ                                           |
| Sperry Observatory | 1967                                             | Cranford, New Jersey, США                                                                     |
| Spitzer Space Telescope | 2003                                             | Heliocentric orbit                                                                            |
| Springfield Observatory | 1968                                             | Springfield, Massachusetts, США                                                               |
| Sproul Observatory | 1911                                             | Swarthmore, Pennsylvania, США                                                                 |
| Stardome Observatory | 1967                                             | Auckland, North Island, New Zealand                                                           |
| Starkenburg Observatory | 1970                                             | Heppenheim, Німеччина                                                                         |
| Štefánik's Observatory | 1928                                             | Prague, Czech Republic                                                                        |
| Stellafane Observatory | 1920                                             | Springfield, Vermont, США                                                                     |
| Stephens Memorial Observatory [Архівовано 12 червня 2018 у Wayback Machine.] | 1901                                             | Hiram, Ohio, США                                                                              |
| Steward Observatory - MMT Observatory - Mount Graham International Observatory - Mount Lemmon Observatory                                                                                         | 1916                                             | Tucson, Arizona, США                                                                          |
| Stickney Observatory | 1950s                                            | Bennington, Vermont, США                                                                      |
| Stjerneborg | 1581                                             | Hven, Sweden                                                                                  |
| Stockholm Observatory | 1749                                             | Stockholm, Sweden                                                                             |
| Stokesville Observatory | 1970s                                            | Virginia, США                                                                                 |
| Stone Observatory | 1853                                             | Stone, Buckinghamshire, Велика Британія                                                       |
| Stonyhurst Observatory | 1838                                             | Lancashire, England                                                                           |
| Strasbourg Observatory | 1881                                             | Strasbourg, Франція                                                                           |
| Stratospheric Observatory for Infrared Astronomy | 2006                                             | 14 km in the stratosphere                                                                     |
| Stull Observatory | 1966                                             | Alfred, New York, США                                                                         |
| Stuttgart Observatory | 1920                                             | Штутгарт, Німеччина                                                                           |
| Submillimeter Array | 1987                                             | Мауна-Кея, Hawaii, США                                                                        |
| St. Thomas Observatory | 2009                                             | Saint Paul, Minnesota, США                                                                    |
| Sudbury Neutrino Observatory | 1999                                             | Sudbury, Ontario, Канада                                                                      |
| Sunriver Observatory | 1990                                             | Sunriver, Oregon, США                                                                         |
| Swift Gamma-Ray Burst Mission | 2004                                             | Low Earth orbit                                                                               |
| Swiss Observatory Polychron and Astronomy | 2019                                             | Geneva, Switzerland                                                                           |
| Sydney Observatory | 1858                                             | Sydney, Австралія                                                                             |
| Table Mountain Observatory |                                                  | Angeles National Forest, Wrightwood, California, США                                          |
| Tacubaya Observatory | 1882                                             | Tacubaya, Мехіко, Mexico                                                                      |
| Taeduk Radio Astronomy Observatory | 1986                                             | Taejon, South Korea                                                                           |
| Tamke-Allan Observatory | 1998                                             | Roane County, Tennessee, США                                                                  |
| Tartu Observatory | 1964                                             | Tartumaa, Estonia                                                                             |
| Teide Observatory | 1964                                             | Tenerife, Canary Islands, Іспанія                                                             |
| Ten Acre Observatory |                                                  | Tribbey, Oklahoma, США                                                                        |
| Terskol Peak Observatory | 1989                                             | Terskol, Kabardino-Balkaria, РФ                                                               |
| Thai National Observatory | 2013                                             | Doi Inthanon, Chiang Mai, Thailand                                                            |
| The Dam Observatory [Архівовано 22 жовтня 2020 у Wayback Machine.] | 2017                                             | Lake Tschida, North Dakota, США                                                               |
| The Heights Observatory | 1989                                             | The Heights School, South Australia, Австралія                                                |
| Texas A&M Astronomical Observatory |                                                  | College Station, Texas, США                                                                   |
| Theodore Jacobsen Observatory | 1895                                             | Seattle, Washington, США                                                                      |
| Thompson Observatory | 1968                                             | Beloit, Wisconsin, США                                                                        |
| Tien Shan Astronomical Observatory |                                                  | Almaty, Kazakhstan                                                                            |
| Tuorla Observatory | 1952                                             | Piikkiö, Finland                                                                              |
| Trieste Observatory |                                                  | Trieste, Італія                                                                               |
| Turin Observatory | 1759                                             | Pino Torinese, Італія                                                                         |
| Udaipur Solar Observatory |                                                  | Udaipur, Rajasthan, Індія                                                                     |
| Ukrainian T-shaped Radio telescope, second modification | 1972                                             | Shevchenkove, Ukraine                                                                         |
| Ulugh Beg Observatory | 1420s                                            | Samarkand, Uzbekistan                                                                         |
| University of Alabama Observatory | 1950                                             | Tuscaloosa, Alabama, США                                                                      |
| University of Alabama Observatory (Old) | 1849–1890s                                       | Tuscaloosa, Alabama, США                                                                      |
| University of North Alabama Observatory |                                                  | Florence, Alabama, США                                                                        |
| University of Illinois Astronomical Observatory | 1896                                             | Urbana, Illinois, США                                                                         |
| University of London Observatory | 1929                                             | London, England                                                                               |
| University of Maryland Observatory |                                                  | College Park, Maryland, США                                                                   |
| University of Michigan-Dearborn Observatory | 2007                                             | Dearborn, Michigan, США                                                                       |
| University of New Hampshire Observatory | 1985                                             | Durham, New Hampshire, США                                                                    |
| University of Oklahoma Observatory |                                                  | Norman, Oklahoma, США                                                                         |
| University of Puerto Rico at Humacao Observatory | 1985                                             | Humacao, Puerto Rico, США                                                                     |
| Uppsala Astronomical Observatory | 1741                                             | Уппсала, Швеція                                                                               |
| Urania (Antwerp) |                                                  | Hove, Belgium                                                                                 |
| Urania (Berlin) |                                                  | Berlin, Німеччина                                                                             |
| Urania (Vienna) | 1909                                             | Відень, Австрія                                                                               |
| Urania Observatory (Zürich) | 1907                                             | Цюрих, Швейцарія                                                                              |
| Uraniborg | 1572-1597 (знищена)                              | Hven, Швеція                                                                                  |
| Urumqi Astronomical Observatory | 1957                                             | Urumqi, Xinjiang, Китай                                                                       |
| U.S. Naval Observatory (USNO) - Depot of Charts and Instruments (U.S. Navy) (precursor, renamed to USNO) - U.S. Naval Observatory (Flagstaff Station)                                             | 1844 - 1830–1844 - 1955                          | Washington, D.C., США - Washington, D.C., США - Flagstaff, Arizona, США                       |
| Valongo Observatory | 1881                                             | Rio de Janeiro, Бразилія                                                                      |
| Vainu Bappu Observatory | 1968                                             | Kavalur, Тамілнад, Індія                                                                      |
| Astronomical observatory of Aosta Valley | 2003                                             | Nus (Aosta Valley, Італія                                                                     |
| Van Vleck Observatory | 1914                                             | Middletown, Connecticut, США                                                                  |
| Vanderbilt University Observatory |                                                  | Nashville, Tennessee, США                                                                     |
| Vartiovuori Observatory (припинила роботу) | 1819–1834                                        | Turku, Finland                                                                                |
| Vassar College Observatory (припинила роботу) | 1865                                             | Poughkeepsie, New York, США                                                                   |
| Vatican Observatory - Vatican Advanced Technology Telescope | 1891 - 1993                                      | Headquarters: Castel Gandolfo, Італія - Mount Graham, Arizona, США                            |
| Veen Observatory | 1970                                             | Lowell, Michigan, США                                                                         |
| Vega–Bray Observatory | 1990                                             | Benson, Arizona, США                                                                          |
| Ventspils Starptautiskais Radioastronomijas Centrs |                                                  | Irbene, Латвія                                                                                |
| Vernonia Peak Observatory |                                                  | Vernonia, Oregon, США                                                                         |
| Very Large Array | 1980                                             | Socorro, New Mexico, США                                                                      |
| Very Long Baseline Array | 1993                                             | декілька локацій                                                                              |
| Vienna Observatory | 1753                                             | Відень, Австрія                                                                               |
| Vilnius University Observatory | 1753                                             | Vilnius University, Литва                                                                     |
| Višnjan Observatory | 1978                                             | Višnjan, Хорватія                                                                             |
| Vsetín Observatory | 1950                                             | Vsetín, Czech Republic                                                                        |
| Warkworth Radio Observatory | 2008                                             | Warkworth, New Zealand                                                                        |
| Warner Observatory (defunct) | 1882                                             | Rochester, New York, США                                                                      |
| Warner and Swasey Observatory | 1919                                             | Cleveland, Огайо, США                                                                         |
| Warren Rupp Observatory | 1985                                             | Mansfield, Огайо, США                                                                         |
| Warsaw University Observatory | 1825                                             | Варшава, Польща                                                                               |
| Washburn Observatory | 1881                                             | Madison, Wisconsin, США                                                                       |
| Wast Hills Observatory | 1982                                             | Бірмінгем, Англія, Велика Британія                                                            |
| Weaver Student Observatory |                                                  | Monterey, California, США                                                                     |
| Weitkamp Observatory | 1955                                             | Westerville, Огайо, США                                                                       |
| West Mountain Observatory | 1981                                             | West Mountain (Utah) США                                                                      |
| Whakatane Astronomical Society | 1964                                             | Whakatane, Нова Зеландія                                                                      |
| Whitin Observatory | 1901                                             | Wellesley, Massachusetts, США                                                                 |
| Widener University Observatory | 2004                                             | Chester, Pennsylvania, США                                                                    |
| Wilder Observatory | 1903                                             | Amherst, Massachusetts, США                                                                   |
| Willard L. Eccles Observatory | 2009                                             | Frisco Peak, Юта, США                                                                         |
| William Brydone Jack Observatory | 1851                                             | Fredericton, New Brunswick, Канада                                                            |
| Williams Observatory | 1990                                             | Boiling Springs, North Carolina, США                                                          |
| Winer Observatory | 1983                                             | Sonoita, Arizona, США                                                                         |
| Winfree Observatory | 1900                                             | Lynchburg, Вірджинія, США                                                                     |
| Wise Observatory | 1971                                             | Negev, Ізраїль                                                                                |
| Witte Observatory | 1984                                             | Mediapolis, Iowa, США                                                                         |
| WIYN Observatory | 1994                                             | Kitt Peak, Аризона, США                                                                       |
| Wyoming Infrared Observatory | 1975                                             | Laramie, Wyoming, США                                                                         |
| Xiangfen Astronomical Observatory | 2100 B.C.                                        | Xiangfen County, Linfen City, Shanxi Province, Китай                                          |
| Xinglong Station (NAOC) |                                                  | Yanshan County, Hebei, Китай                                                                  |
| Xinjiang Astronomical Observatory | 1968                                             | Urumqi, Xinjiang, Китай                                                                       |
| XMM-Newton | 1999                                             | Високоекцентрична навколоземна орбіта                                                         |
| Xujiahui Astronomical Observatory | 1872                                             | Шанхай, Китай                                                                                 |
| Арктичний центр космічної погоди |                                                  | Якутськ, РФ                                                                                   |
| Єльська студентська обсерваторія |                                                  | Нью-Гейвен (Коннектикут), США                                                                 |
| Міжнародна обсерваторія космічних променів Янгпачен |                                                  | Долина Янгпачен, Тибетський автономний район, Китай                                           |
| Джантар-Мантар | 1724                                             | Нью-Делі, Делі, Індія                                                                         |
| Єреванська станція космічних променів |                                                  | Єреван, Арменія                                                                               |
| Єркська обсерваторія | 1897                                             | Вільямс-Бей (Вісконсин), США                                                                  |
| Астрономічна обсерваторія Аллана Карсвелла |                                                  | Торонто, Онтаріо, Канада                                                                      |
| Астрономічна обсерваторія Юба-Сіті | 2010                                             | Юба-Сіті (Каліфорнія), США                                                                    |
| Юньнаньська астрономічна обсерваторія | 1957                                             | Куньмін, Юньнань, Китай                                                                       |
| Ціммервальдська обсерваторія | 1956                                             | Ціммервальд, Швейцарія                                                                        |
| Обсерваторія Задко | 2009                                             | Джінджін, Австралія                                                                           |